# Боэн-ан-Вермандуа (кантон)
Боэн-ан-Вермандуа (фр. Bohain-en-Vermandois) — кантон во Франции, находится в регионе О-де-Франс, департамент Эна. Входит в состав округа Сен-Кантен.

## История
До 2015 года в состав кантона входили коммуны Беккиньи, Боэн-ан-Вермандуа, Бранкур-ле-Гран, Круа-Фонсом, Монбреэн, Монтиньи-ан-Аруэз, Премон, Рамикур, Себонкур, Серен, Фонтен-Ютерт, Френуа-ле-Гран, Этав-э-Бокьо.
В результате реформы 2015 года состав кантона был изменен. В него вошел упраздненный кантон Ле-Катле.

## Состав кантона с 22 марта 2015 года
В состав кантона входят коммуны (население по данным Национального института статистики за 2018 г.):
- Аржикур — население 604 чел.
- Бекиньи — население 248 чел.
- Белликур — население 598 чел.
- Белланглиз — население 379 чел.
- Бони — население 138 чел.
- Боревуар — население 1 415 чел.
- Боэн-ан-Вермандуа — население 5 675 чел.
- Бранкур-ле-Гран — население 558 чел.
- Вандюиль — население 552 чел.
- Вильре — население 295 чел.
- Гуи — население 560 чел.
- Жонкур — население 305 чел.
- Круа-Фонсом — население 238 чел.
- Лампир — население 108 чел.
- Ле-Катле — население 189 чел.
- Левержи — население 544 чел.
- Леокур — население 868 чел.
- Маньи-ла-Фос — население 126 чел.
- Монбреэн — население 809 чел.
- Монтиньи-ан-Аруэз — население 290 чел.
- Норуа — население 700 чел.
- Обаншёль-о-Буа — население 263 чел.
- Премон — население 697 чел.
- Рамикур — население 148 чел.
- Себонкур — население 1 091 чел.
- Секеар — население 212 чел.
- Серен — население 407 чел.
- Фонтен-Ютерт — население 131 чел.
- Френуа-ле-Гран — население 2 952 чел.
- Эстре — население 411 чел.
- Этав-э-Бокьо — население 555 чел.

## Политика
На президентских выборах 2022 г. жители кантона отдали в 1-м туре Марин Ле Пен 43,3 % голосов против 19,9 % у Эмманюэля Макрона и 14,7 % у Жана-Люка Меланшона; во 2-м туре в кантоне победила Ле Пен, получившая 66,3 % голосов. (2017 год. 1 тур: Марин Ле Пен – 40,2 %, Жан-Люк Меланшон – 17,2 %, Эмманюэль Макрон – 15,9 %, Франсуа Фийон – 14,0 %; 2 тур: Ле Пен – 59,9 %. 2012 год. 1 тур: Марин Ле Пен — 29,3 %, Франсуа Олланд — 26,2 %, Николя Саркози — 22,5 %; 2 тур: Олланд — 53,7 %).
С 2021 года кантон в Совете департамента Эна представляют член совета коммуны Эстре Дельфин Моле (Delphine Molet) и мэр коммуны Боэн-ан-Вермандуа Иан Рожо (Yann Rojo) (оба – Разные левые).
|                | Кандидаты                 | Партия                   | Первый тур | Первый тур     | Второй тур | Второй тур |
| Кол-во голосов | Кандидаты                 | Партия                   | % голосов  | Кол-во голосов | % голосов  |            |
| -------------- | ------------------------- | ------------------------ | ---------- | -------------- | ---------- | ---------- |
|                | Дельфин Моле Иан Рожо     | Разные левые             | 3 375      | 62,15          | 3 739      | 65,28      |
|                | Кристель Паран Филипп Тор | Национальное объединение | 2 055      | 37,85          | 1 989      | 34,72      |

|                | Кандидаты                    | Партия             | Первый тур | Первый тур     | Второй тур | Второй тур |
| Кол-во голосов | Кандидаты                    | Партия             | % голосов  | Кол-во голосов | % голосов  |            |
| -------------- | ---------------------------- | ------------------ | ---------- | -------------- | ---------- | ---------- |
|                | Мишель Колле Моник Себастьян | Левый блок         | 3 098      | 38,60          | 4 033      | 50,51      |
|                | Элен Грандсир Эрик Грегуар   | Национальный фронт | 3 413      | 42,52          | 3 951      | 49,49      |
|                | Лидия Фийон Филипп Рикур     | Правый блок        | 1 515      | 18,88          |            |            |

|  | Кандидат     | Партия                  | % голосов |
|  | ------------ | ----------------------- | --------- |
|  | Мишель Колле | Социалистическая партия | 64,86     |
|  | Жозе Нен     | Национальный фронт      | 35,14     |

|  | Кандидат     | Партия                  | % голосов |
|  | ------------ | ----------------------- | --------- |
|  | Мишель Колле | Социалистическая партия | 49,16     |
|  | Роже Скельто | Разные правые           | 30,54     |
|  | Жерар Легран | Национальный фронт      | 20,30     |